# 솔트 팰리스
솔트 팰리스(영어: Salt Palace)은 미국 유타주 솔트 레이크 시티에 위치한 실내 경기장이다. 과거 NBA 유타 재즈와 ABA 유타 스타즈의 홈경기장으로 사용했다.
| ABA 올스타전 개최 경기장 |                    |             |
| 1972년                   | 1973년 솔트 팰리스 | 1974년      |
| 프리덤 홀                | 1973년 솔트 팰리스 | 노퍽 스코프 |
|                          |                    |             |
|                          |                    |             |